# Manuel Arboleda Scarpetta
Manuel Antonio Arboleda y Scarpetta CM (Cartago, 27 de febrero de 1870-Dagua, 31 de marzo de 1923) fue un sacerdote, arzobispo y teólogo colombiano, que se desempeñó como segundo Arzobispo de Popayán, entre 1909 y 1923.

## Biografía

### Primeros años y formación
Nació en el hogar formado por el general Simón Arboleda Arboleda, militar, político y diplomático, nieto del prócer Antonio Arboleda y Arrachea, y Eudoxia Scarpetta Delgado, quienes se habían establecido temporalmente en la localidad de Cartago, donde Arboleda vio la luz. Quedó huérfano a los doce años de edad, siendo acogido por su tía María Ignacia Arboleda Arboleda, viuda del general Tomás Cipriano de Mosquera, que lo crio en Popayán. 

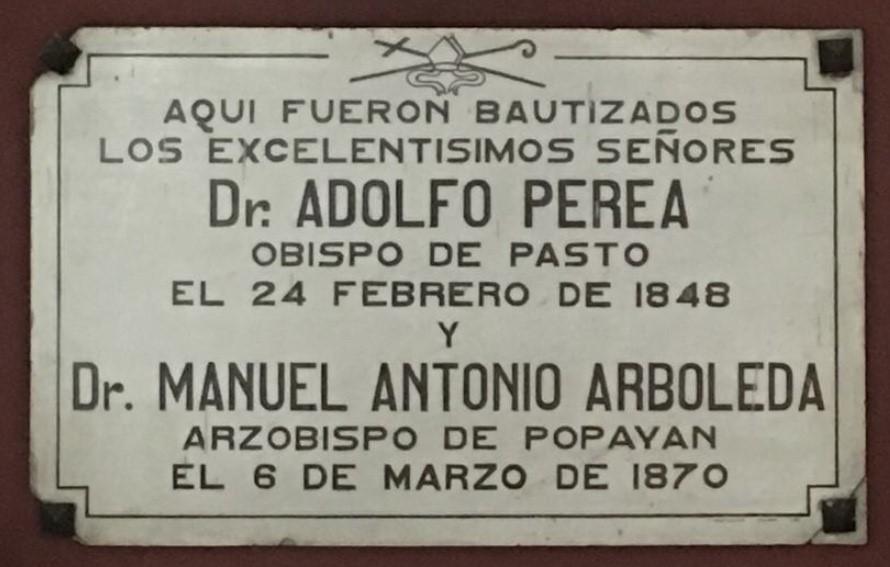
Placa conmemorativa en la iglesia donde fue bautizado Arboleda, en la ciudad de Cartago.

El 3 de octubre de 1883 ingresó en esa ciudad al seminario diocesano y allí recibió instrucción en ciencias físicas y naturales, lenguas muertas, hebreo, francés e italiano, así como dibujo, música y artes. Atraído por la misión de sus preceptores vicentinos, "la evangelización de los pobres y la formación del clero", en ese claustro nació la vocación de Arboleda y optó por abrazar la vida religiosa. Su destacado desempeño académico llevó a sus superiores a enviarlo a París para que continuase su formación en el colegio de San Sulpicio.

### Sacerdocio
En Cali hizo votos el 2 de octubre de 1890 y fue ordenado sacerdote el 5 de agosto de 1894 en la Congregación de la Misión, también conocida como Sociedad de San Vicente de Paúl y cuyos miembros son denominados lazaristas, paúles o vicentinos. Su hermano Carlos también siguió la vida religiosa en la misma comunidad.
Después de ordenarse, sus superiores lo destinaron a apoyar la puesta en marcha de la escuela apostólica de Santa Rosa de Cabal, fundada en 1894 y la cual dirigió por casi una década, sirviendo en ella como docente y teniendo entre sus alumnos a futuras personalidades colombianas, como el empresario Jorge Garcés Borrero. En este período de su vida contrajo malaria y desde ese momento su salud empezaría a sufrir frecuentes quebrantos. 
En 1905 fue nombrado rector del seminario diocesano de Popayán, en cuyas aulas había sido formado.

## Episcopado
El papa san Pío X lo elevó a la dignidad de arzobispo de Popayán en el consistorio del 18 de abril de 1907. Arboleda se trasladó a Bogotá para recibir la consagración episcopal de manos de Francesco Ragonesi, nuncio apostólico en Colombia, quien le impuso el palio en solemne ceremonia celebrada en la catedral primada el 29 de junio del mismo año y en la que participaron como padrinos de consagración el presidente de la República, General Rafael Reyes, y Juan Bautista Pombo Arroyo, amén de la asistencia de varios otros invitados del alto gobierno como el ministro de Relaciones Exteriores, Alfredo Vásquez Cobo, el ministro de Gobierno, Diego Euclides de Angulo Lemos, y diplomáticos de Ecuador, Chile, Estados Unidos y Brasil. Tras su consagración, Arboleda recibió honores militares por parte del batallón "Calibío" en la Plaza de Bolívar y a continuación el presidente Reyes ofreció un banquete en el Palacio de San Carlos en honor del arzobispo, acto en el que el jefe de Estado y el alto prelado intercambiaron discursos pletóricos de referencias al saludable estado por el que atravesaba la relación Iglesia-Estado en ese momento:

«(...) El lugar y el personal aquí reunido son prueba elocuente de la justa y perfecta armonía que existe hoy entre la Iglesia y el Estado; de que la obra verdaderamente evangélica de reconciliación y de concordia entre estos dos poderes y entre la familia colombiana está definitivamente hecha y de que en nuestro país han acabado ya las persecuciones a la Iglesia y a sus Ministros, lo que permitirá a éstos colocarse fuera del terreno político y de la lucha ardiente de los partidos.»

Discurso del Presidente de la República en el banquete ofrecido en honor del Arzobispo Arboleda, Bogotá, 29 de junio de 1907.

«(...) Con mucha razón habéis dicho, Excelentísimo señor, que la Iglesia está muy por encima de las luchas apasionadas de los partidos y deja a sus hijos amplia libertad en las cuestiones puramente políticas. Para ella, como dice Pío X, el Pontífice de la caridad, solo hay dos campos, las dos ciudades de que habla San Agustín: la ciudad de Dios y la del mal; los sinceros católicos y los que no lo son. Depositaria de la verdad, no puede transigir con el error, y madre tierna y amorosa, no puede dejar que sus hijos sigan senderos extraviados que los conducirían a la desgracia eterna.»

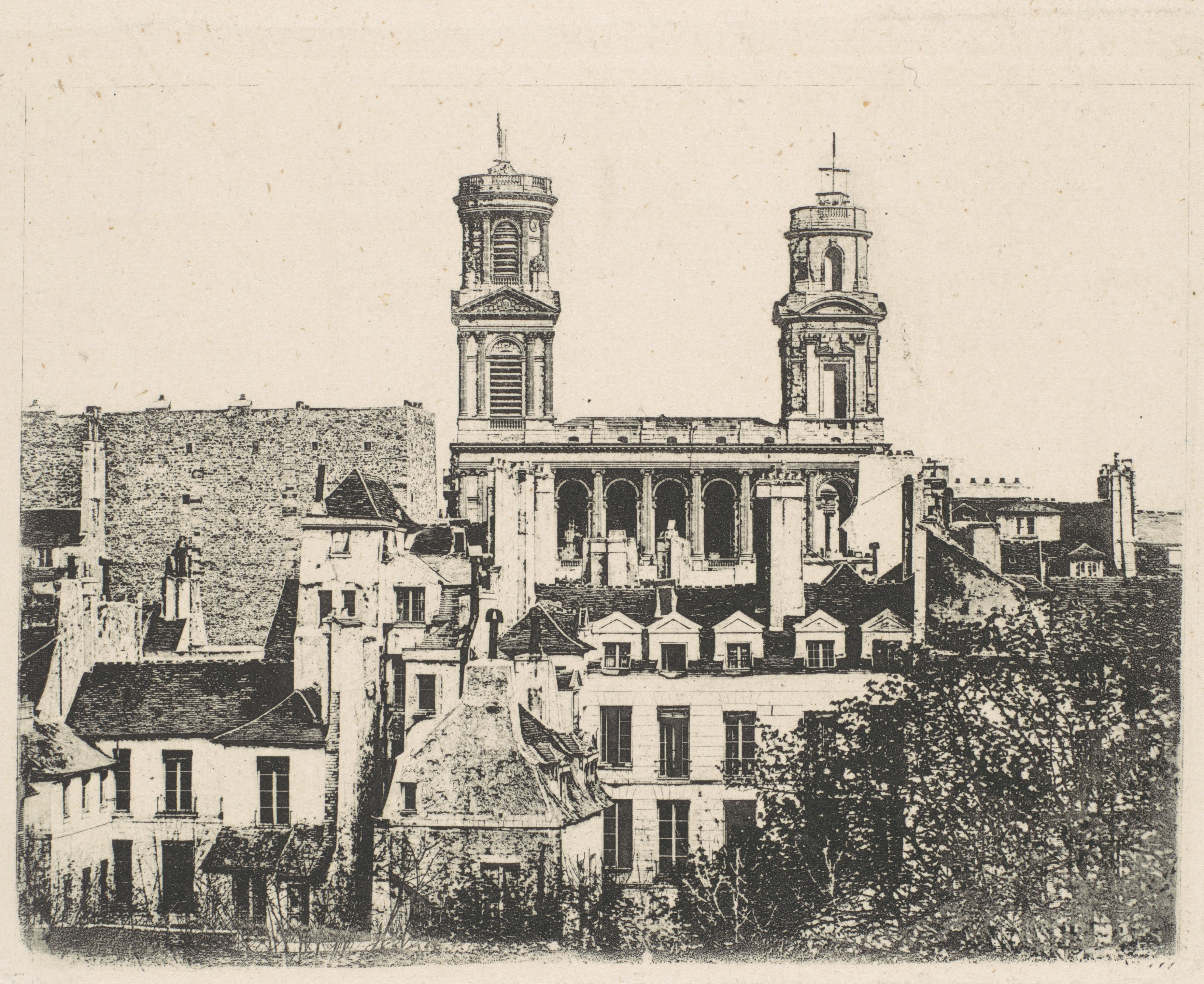
Vista de la iglesia y el colegio de San Sulpicio, en París, hacia la segunda mitad del.

Discurso del Arzobispo Arboleda durante el banquete ofrecido en su honor por el Presidente de la República, Bogotá, 29 de junio de 1907.

Colombia aún no se recuperaba plenamente del impacto ni del saldo trágico que había dejado la Guerra de los Mil Días. De ahí que muchas de las voces que saludaron la llegada de Arboleda a la silla episcopal fincasen sus esperanzas en el papel de la Iglesia Católica y de él como arzobispo para que cesasen por completo las tensiones derivadas de las rivalidades políticas: «La nación tiene hambre y sed de paz, de justicia, de progreso. Desde la cumbre del poder, el Presidente de la República ha proclamado la concordia entre los hijos de una misma patria, de una misma Iglesia. Tal ha sido siempre el anhelo de los obispos colombianos. Y todos sabemos que iréis a ser en el Cauca no sólo prelado, sino padre; no sólo preceptor, sino modelo; no sólo la cabeza sino el corazón de vuestros diocesanos.»
«En este país combatido tantos años por la fiebre de la destrucción, [Arboleda] va a introducir la fiebre de la edificación, la fiebre santa del bien que crea y fecundiza», presagiaba en tono esperanzador uno de los autores que contribuyeron a la edición especial que la Revista de la Paz dedicó al nuevo arzobispo el día de su consagración episcopal, en anticipo de lo que confiaban que llegaría a ser su labor.

### Labor pastoral
Arboleda emitió en Bogotá su primera pastoral, que fue publicada por los medios locales el 1° de julio de 1907. Luego, se desplazó a la capital del Cauca en compañía del Nuncio Apostólico, con paradas en varias poblaciones de su vasta arquidiócesis, entre ellas Salento, Filandia, Cartago, Buga y Palmira, antes de llegar a Cali, en donde se le tributaron varios homenajes y, finalmente, a Popayán, ciudad que se había preparado para recibir al arzobispo de la manera más solemne posible: «Las calles por las que debía verificarse la entrada fueron engalanadas, la víspera, con exquisito gusto, desde el extremo norte de la avenida de Bolívar hasta la Catedral Metropolitana. Tres arcos severos y hermosos señalaron en aquella avenida el buen gusto de quienes los levantaron; las calles del Humilladero y laterales de la plaza de Caldas no desdecían de quien dirigía su composición, y sobresalió, sobre todas, la carrera de San Francisco por donde pasaron el Sr. gobernador del departamento y todos los altos empleados cuando fueron a hacer la visita de estilo a los recién llegados y estos, seguidos de todo el clero, cuando la retornaron.»
Arboleda tomó posesión de la sede el 18 de agosto de ese mismo año y al asumir la silla episcopal pronunció la frase: «Haré todo cuanto esté a mi alcance para ser bueno, afable y misercordioso con todos, especialmente con mis sacerdotes.» Fue el primer sacerdote vicentino en alcanzar la dignidad episcopal en Colombia y el tercero en el mundo.

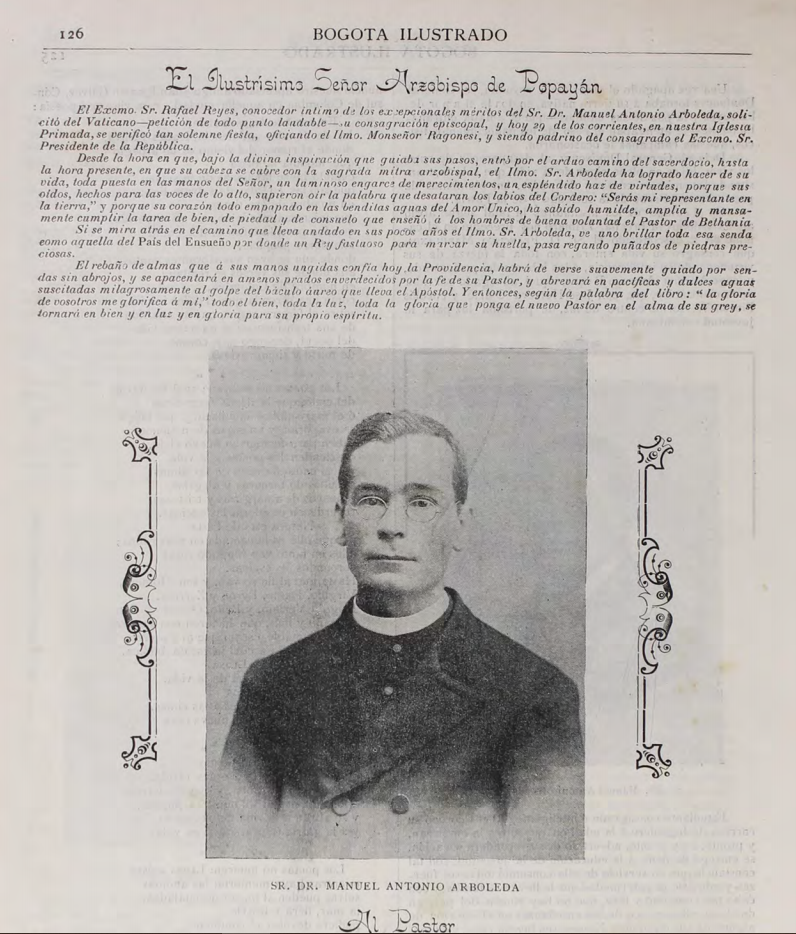
Homenaje de la revista Bogotá Ilustrado al Arzobispo Arboleda en el día de su consagración episcopal.

Tras la desmembración territorial que sufrió el departamento del Cauca en los albores del siglo XX, al arzobispo Arboleda le correspondió organizar en 1911 la nueva diócesis de Cali, escindida de la de Popayán mediante decreto de erección del año inmediatamente anterior y dotada de autonomía administrativa a partir de entonces. Durante ese tensionante proceso de reordenamiento territorial, Arboleda intercedió ante el Gobierno nacional para que al líder político, médico y filántropo bugueño Ignacio Palau y Valenzuela, artífice de la creación del departamento del Valle del Cauca, le fuese conmutada la pena de confinamiento a Mocoa a que se lo había condenado por "antipatriota" y "perturbador del orden", y se le permitiese cumplirla en Popayán, lo cual le fue concedido.
El 27 de abril de 1912 ofició en la Catedral Metropolitana la Misa solemne con ocasión del centenario de la batalla de La Ladera, que contó con la presencia de autoridades civiles, eclesiásticas y militares. El 23 de abril de 1916, durante las conmemoraciones por el tercer centenario del fallecimiento de Cervantes, Arboleda bendijo el recién inaugurado paraninfo de la Universidad del Cauca, ceremonia en la que sirvieron como padrinos Antonio Paredes, María Pardo de Paredes, el Gobernador del Cauca Miguel Arroyo Diez y su esposa Manuelita Olano de Arroyo. En ese mismo año, el prelado encabezó en la catedral de Popayán las honras fúnebres oficiadas en memoria de los próceres payaneses Camilo Torres Tenorio y Francisco José de Caldas, con ocasión del primer centenario de su martirio, ceremonia en la que también se honró la memoria de los próceres Francisco Antonio de Ulloa, José Miguel Montalvo y Miguel Buch, cuyos restos fueron trasladados de la iglesia de San José a la catedral y, varios años después, al Panteón de los Próceres. 
En diciembre de 1920, Arboleda viaja a Roma para efectuar una visita ad limina apostolorum en compañía de los demás obispos diocesanos colombianos. Durante su estadía en la capital italiana el papa Benedicto XV lo nombra prelado doméstico asistente al solio pontificio y de regreso a Colombia hace escala en París para recibir atención médica.

### Perfil
Se destacó por su erudición, oratoria y habilidad para las lenguas extranjeras, vivas y muertas, así como por el profundo dominio de la suya propia y de varias lenguas indígenas. Fue reconocido dentro y fuera del Cauca por la austeridad de su vida, la solidez de sus conocimientos en las ciencias divinas y humanas, su modesta discreción, sus méritos como educador de la juventud, y su amplitud y benevolencia.
Dentro de las obras que adelantó al frente de la arquidiócesis de Popayán se cuentan la dotación de la catedral con un órgano traído de Francia, estrenado el 12 de diciembre de 1909, y la ampliación de la sede del seminario. Desarrolló una amplia agenda de visitas pastorales a los sitios más apartados de su diócesis y bajo su gestión se creó la prefectura apostólica de Tierradentro el 13 de mayo de 1921.  Así mismo, le correspondió adaptar los templos de Popayán a la llegada de la luz eléctrica y dotarlos de este servicio.
Sufrió quebrantos de salud que lo aquejaron a lo largo de varios años de su vida. Presintiendo la gravedad de su dolencia, un cáncer de estómago, planeó buscar nuevamente auxilio médico en Europa, mas su condición le hizo establecerse por prescripción de los galenos en la población de Dagua, donde su estado empeoró. El obispo de Cali informó al clero sobre el estado agónico del arzobispo y éste expiró sobre las 10:00 de la noche del Sábado Santo 31 de marzo de 1923 a los 53 años de edad, en ejercicio de su dignidad episcopal. Luego de extraérsele el corazón, el cadáver de Arboleda fue trasladado en tren a Popayán, donde fue embalsamado por los médicos Gabriel Caicedo Arroyo y Domingo Arboleda y expuesto en cámara ardiente a la veneración de los fieles en la sede catedralicia por espacio de 60 horas. Posteriormente, el cuerpo del prelado fue sepultado en la capilla de santa Bárbara de la catedral metropolitana de esa ciudad. 

### Homenajes

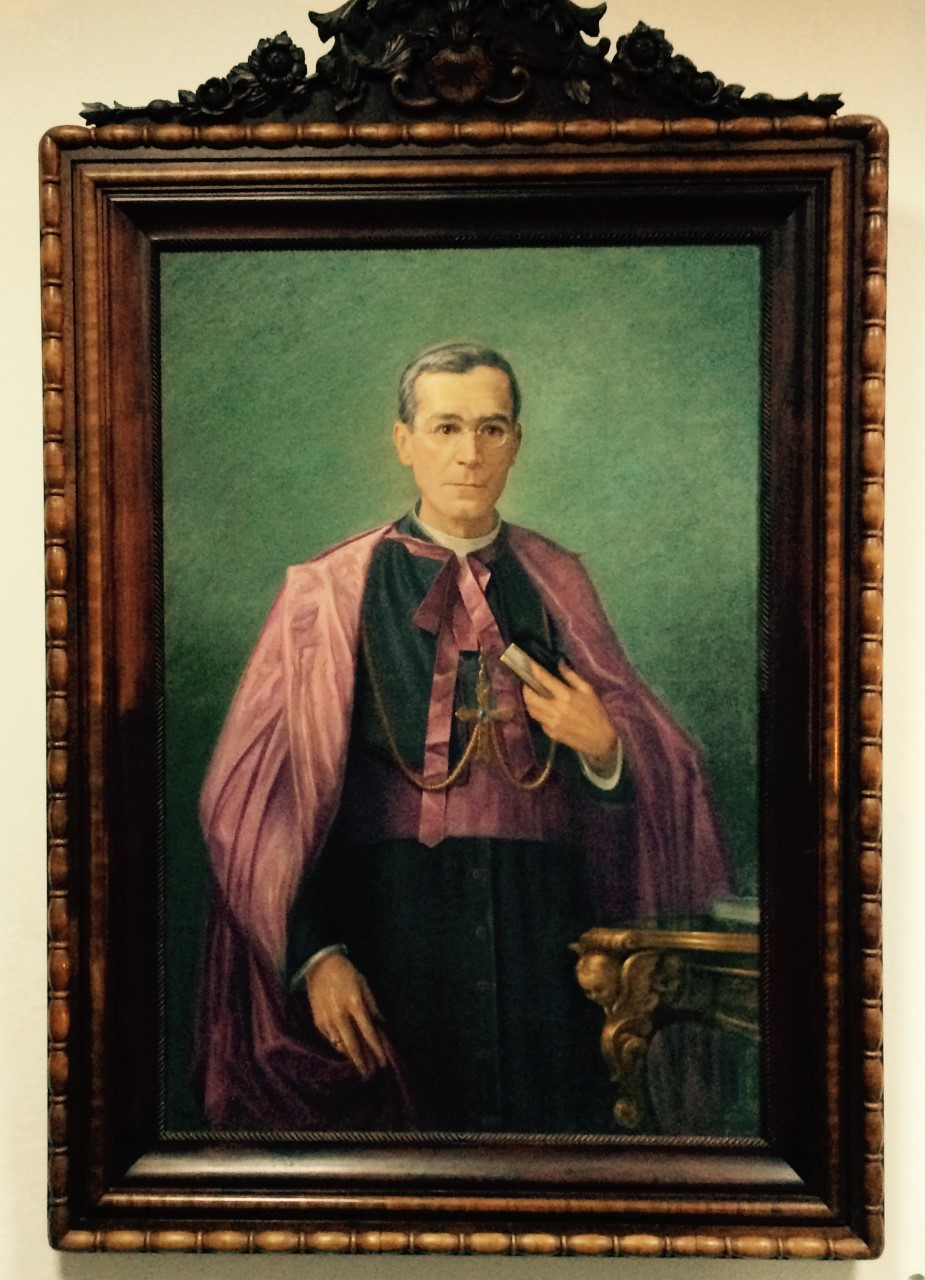
Retrato del arzobispo Arboleda por Coriolano Leudo (Colección Alcaldía Municipal de Popayán).

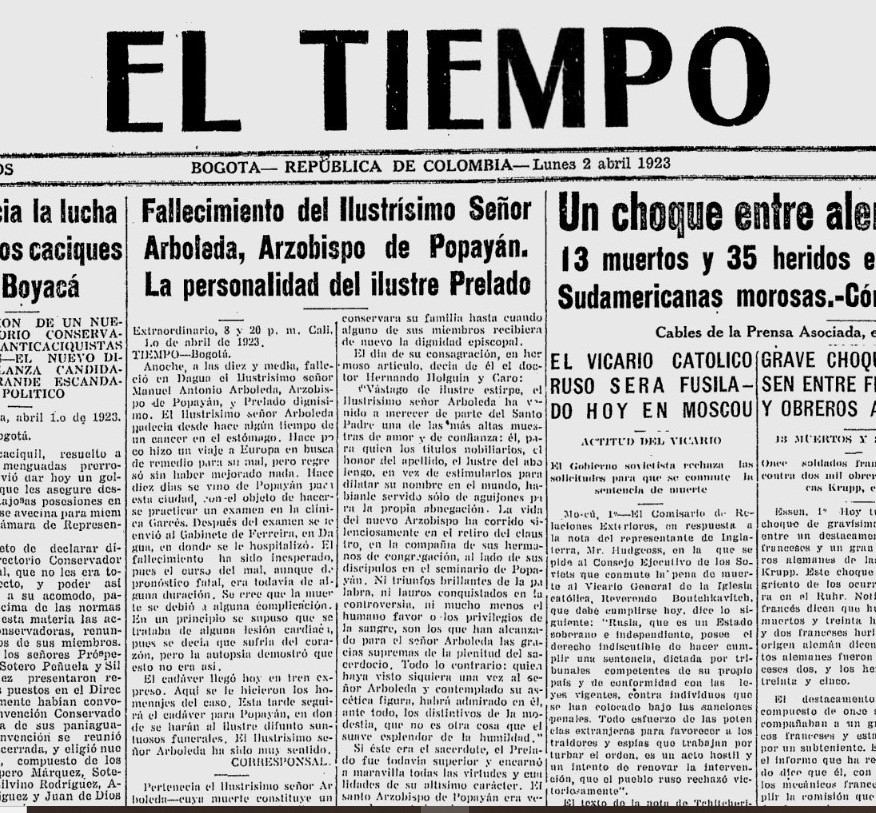
Noticia del fallecimiento del Arzobispo Arboleda en la primera página del diario El Tiempo, Bogotá, 2 de abril de 1923.

- Con ocasión de la consagración episcopal de Arboleda, el poeta Guillermo Valencia compuso en 1907 el más antiguo de sus sonetos:[c][27][28]

PAX NOBIS
A un pastor de almas
El divino reflejo de la antorcha de Roma
ilumina tus sienes y tu mano preclara;
apacienta el rebaño que el Señor te depara
vuelca tu pomo henchido de celestial aroma.
¡No mimes al azor, vuélvenos la paloma!
Nuestro hermano está fuera del templo... si ante el ara;
dejamos el rencor que las almas separa
otra vez la faz mansa de Jesucristo asoma.
Mansedumbre, paciencia, caridad y dulzura
flores fueron nacidas de la llaga de Cristo:
¿hay violencia feliz que su amor no destrone?
Esa fuerza a tus días mil coronas augura;
quien no ha visto su luz la alegría no ha visto:
¡el futuro será de quien ame y perdone!
- La Revista de la Paz, publicación que circuló en Bogotá a comienzos del siglo XX, dedicó un número especial en celebración de la consagración episcopal de Arboleda, con escritos de José María Rivas Groot, Antonio Holguín y Caro, Francisco José Urrutia, Martín Restrepo Mejía, Miguel Antonio Caro, Max Grillo, Miguel Arroyo Diez, Luis Cuervo Márquez, Rafael Reyes y Clímaco Soto Borda, entre otros.[29] En ese mismo número se publicó un poema compuesto por Rafael Pombo bajo el título A Popayán, en la consagración del Ilmo. Arzobispo Dr. Manuel Antonio Arboleda.[30]

- Para su consagración, Arboleda recibió como regalo el anillo que el clero de Nueva York le había obsequiado al arzobispo Manuel José Mosquera y Arboleda cuando asumió la silla metropolitana de Bogotá en 1835, joya que por disposición testamentaria debía pasar al siguiente miembro de la familia Arboleda que llegase a portar la mitra episcopal.[31]

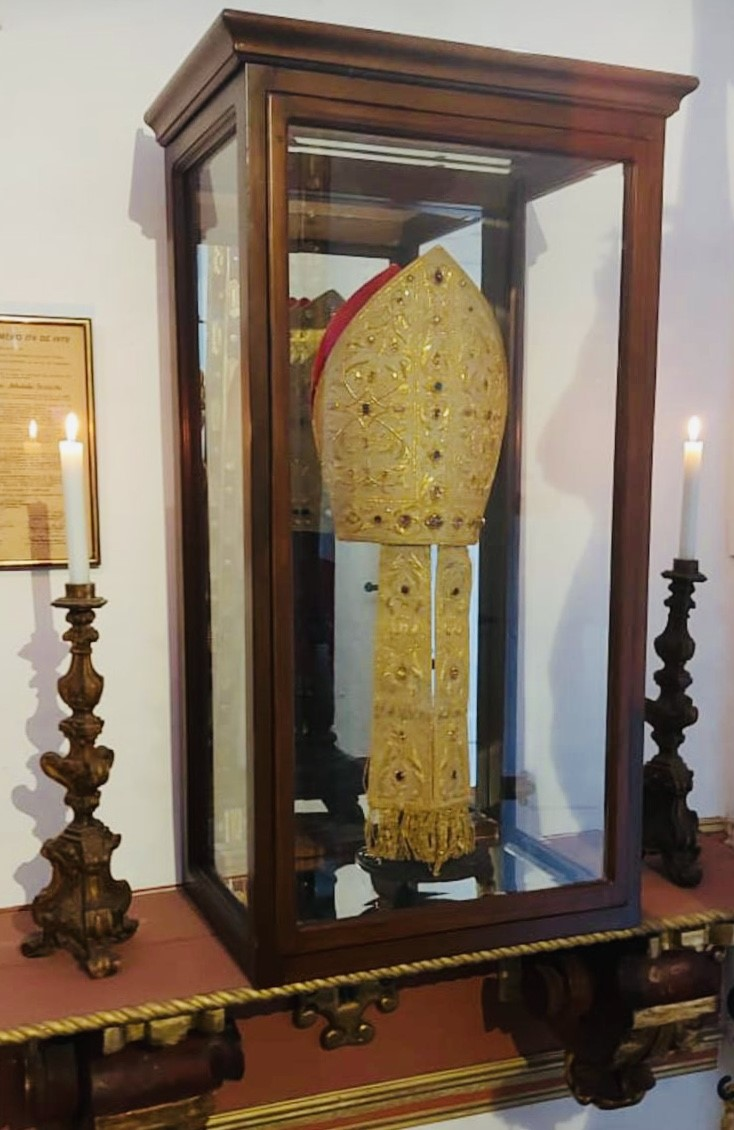
Mitra de fabricación italiana obsequiada a Arboleda por la colonia caucana residente en Bogotá (Fundación Casa-Museo Luis Eduardo Ayerbe González, Popayán).

- El clero metropolitano de Popayán colocó en la cripta donde reposan los restos del arzobispo una lápida con la divisa del escudo de armas episcopal de Arboleda, Omnia in aedificationem fiant («Todas las cosas deben ser hechas para el buen ejemplo»), y la siguiente inscripción redactada por el presbítero Guillermo Diomedes Gómez:[32]

Quiescit in Christo sub hoc marmore Ilustrissimus Archiepiscopus Popaianensis DNVS Emmanuel Antonius Arboleda qui obit die XXXI martii Anni MCMXXIII. Vir doctus et rectus et pius et benevolus. Magna in veneratione fuit et amore graves aerumnas mitissime tulit cuius memoriam fideles tenent amici traduntque posteris.
(Traducción del latinista Tomás Doria)
Descansa en Cristo bajo este mármol el ilustrísimo arzobispo de Popayán, don Manuel Antonio Arboleda, quien falleció el día 31 de marzo del año 1923. Varón erudito, recto, piadoso y benévolo. Gozó siempre de gran veneración y amor de los suyos. Sobrellevó con gran paciencia penosas calamidades. Sus fieles amigos conservan su memoria y la entregan a la posteridad para ser emulada.

- El Concejo Municipal de Popayán ordenó rendirle homenaje a su memoria y comisionó la elaboración de un retrato del arzobispo a Coriolano Leudo, que se conserva en el Centro Administrativo Municipal, sede de la alcaldía de esa ciudad.

- La figura de Arboleda quedó plasmada en La Apoteosis de Popayán, óleo monumental de Efraím Martínez que preside el paraninfo "Francisco José de Caldas" de la Universidad del Cauca. Allí aparece junto a otros tres altos jerarcas católicos payaneses o de familia payanesa: Ignacio Léon Velasco, Pedro Antonio Torres y Juan Nieto Polo.[34]

- Un retrato al óleo del arzobispo fue comisionado por la Curia arzobispal y forma parte de la colección iconográfica que conserva la arquidiócesis de Popayán en el palacio arzobispal de la capital caucana.[35]

- Un anillo de amatista que perteneció a Arboleda le fue obsequiado en 1965 a la arquidiócesis de Popayán por monseñor Tulio Botero Salazar, Arzobispo de Medellín, y forma parte de las colecciones que reposan en el Museo Arquidiocesano de Arte Religioso en la capital caucana.

- Con ocasión del primer centenario del nacimiento del prelado, la Gobernación del Cauca expidió el decreto 176 de 1970, mediante el cual esa corporación se unió a los actos llevados a cabo en memoria de Arboleda por parte de la arquidiócesis de Popayán, el Capítulo Metropolitano, el clero y los católicos payaneses, que incluyeron una misa solemne en la catedral de la ciudad el día del natalicio del arzobispo. La iniciativa fue impulsada y rubricada por el Gobernador Julio Arboleda Valencia y varios miembros de su gabinete, entre ellos, Vicente Lehmann Mosquera, Felipe Zambrano Muñoz y Gilberto Arboleda Delgado.

- El 27 de febrero de 2020, fecha en que se conmemoró el sesquicentenario del nacimiento del arzobispo Arboleda, sus descendientes colaterales entregaron en comodato a la Fundación Casa-Museo "Luis Eduardo Ayerbe González" de Popayán la mitra que perteneció al prelado caucano. Elaborada en hilos de seda y piedras semipreciosas, había sido un obsequio de un grupo de familias payanesas residentes en Bogotá con ocasión de su consagración episcopal. De acuerdo con los términos del comodato, la entrega del ornamento religioso asegura su exhibición al público por espacio de un siglo hasta el año 2119, como parte de las colecciones permanentes del museo, que funciona en la casa que perteneció al presidente Julio Arboleda Pombo.